# Бабка (Велізький район)
Бабка (рос. Бабка) — присілок Велізького району Смоленської області Росії. Входить до складу Сітьковського сільського поселення.
Населення — 36 осіб (2007 рік).